# 布朗斯維爾 (加利福尼亞州尤巴縣)
布朗斯維爾（英語：Brownsville）是位於美國加利福尼亞州尤巴縣的一個非建制地區。該地的面積和人口皆未知。

## 地理
布朗斯維爾的座標為39°28′24″N 121°16′09″W / 39.47333°N 121.26917°W，而該地的平均海拔高度為705米（即2313英尺）。